# Astragalus glabellus
Astragalus glabellus es una especie de planta del género Astragalus, de la familia de las leguminosas, orden Fabales.

## Distribución
Astragalus glabellus se distribuye por Afganistán.

## Taxonomía
Fue descrita científicamente por D. Podl. Fue publicada en Bot. Jahrb. Syst. 107: 68 (1985).